# گناس اشتیریا
گناس اشتیریا (به آلمانی: Gnas) یک منطقهٔ مسکونی در اتریش است که در زودوست‌اشتایرمارک واقع شده‌است. گناس اشتیریا ۱۵٫۸۴ کیلومتر مربع مساحت دارد ۲۷۹ متر بالاتر از سطح دریا واقع شده‌است.

## خواهرخوانده
شهر Sellye خواهرخواندهٔ گناس اشتیریا هست.